# Лемоні Снікет: 33 нещастя
Лемоні Снікет: 33 нещастя (англ. Lemony Snicket's A Series of Unfortunate Events) — американський дитячий фільм 2004 року, екранізація книжкової серії «33 нещастя» Деніела Гендлера (писав під псевдонімом Лемоні Снікет). В основу сценарію лягли події перших трьох книг — «Поганий початок», «Зміїний зал» і «Величезне вікно».

## Сюжет
Загинувши під час пожежі, подружжя Бодлер залишило сиротами своїх трьох дітей. Серйозна Вайолет, спритний Клаус і маленька Санні, що володіє дивно міцними зубками, виявилися під опікою дивного і неприємного графа Олафа — свого далекого родича. Практично відразу стало очевидно, що Олаф зацікавлений в дітях виключно як у володарях спадщини, яке, якщо сироти Бодлер загинуть, опиниться в його руках.
Зрозуміло, дорослі не вірять Вайолет і іншим дітям, і лише завдяки щасливому збігу обставин їм дають іншого опікуна. Натомість Граф Олаф не має наміру відмовлятися від спадщини і його абсолютно не хвилює, скількох опікунів йому доведеться позбутися. На жаль, ніхто, крім дітей, Олафа не впізнає, а коли його злі наміри вже не викликають сумнівів, рятувати своє життя пізно. Невже Олаф все ж дістанеться до спадщини? Адже є спосіб заволодіти станом Бодлерів, не вбиваючи сиріт. Граф намагається одружитися з Вайолет, шантажуючи її смертю Санні. Вайолет майже стає його дружиною, але завдяки спритності і кмітливості, сироти знаходять вихід з ситуації і знищують шлюбний договір. Граф викритий, його змушують перенести всі біди, які він заподіяв Бодлерам, проте незабаром він ховається.

## У ролях
| \| Актор \| Роль \| \| --------------------- \| ------------------------- \| \| Джим Керрі \| Граф Олаф \| \| Емілі Браунінг \| Вайолет Бодлер \| \| Ліам Ейкен \| Клаус Бодлер \| \| Кара Гоффман \| Сонечко \| \| Шелбі Гоффман \| Сонечко \| \| Джуд Лоу \| Лемоні Снікет \| \| Біллі Коннолі \| дядько Монті \| \| Меріл Стріп \| Тітка Жозефіна \| \| Тімоті Сполл \| Містер По \| \| Кетрін О'Хара \| Суддя Штраус \| \| Джемі Гарріс \| Фернальд \| \| Луїс Гузман \| Лисий мужчина \| \| Дженніфер Кулідж \| Білолика жінка \| \| Джейн Адамс \| Білолика жінка \| \| Крейг Фергюсон \| Людина невизначеної статі \| \| Седрік «Розважальник» \| Детектив \| \| Розмарі Гарріс \| Гість на весіллі \| \| Деніел Хендлер \| Поліцейський фотограф \| \| Вейн Флемінг \| Капітан Сем \| \| Дебора Текер \| Місіс По \| \| Дастін Гоффман \| Критик \| \| Джейн Лінч \| Ріелтор \| \| Гелена Бонем Картер \| Беатріс Бодлер \| \| Гілберт Готтфрід \| Голос Качки \| |                           |
| Актор | Роль                      |
| Джим Керрі | Граф Олаф                 |
| Емілі Браунінг | Вайолет Бодлер            |
| Ліам Ейкен | Клаус Бодлер              |
| Кара Гоффман | Сонечко                   |
| Шелбі Гоффман | Сонечко                   |
| Джуд Лоу | Лемоні Снікет             |
| Біллі Коннолі | дядько Монті              |
| Меріл Стріп | Тітка Жозефіна            |
| Тімоті Сполл | Містер По                 |
| Кетрін О'Хара | Суддя Штраус              |
| Джемі Гарріс | Фернальд                  |
| Луїс Гузман | Лисий мужчина             |
| Дженніфер Кулідж | Білолика жінка            |
| Джейн Адамс | Білолика жінка            |
| Крейг Фергюсон | Людина невизначеної статі |
| Седрік «Розважальник» | Детектив                  |
| Розмарі Гарріс | Гість на весіллі          |
| Деніел Хендлер | Поліцейський фотограф     |
| Вейн Флемінг | Капітан Сем               |
| Дебора Текер | Місіс По                  |
| Дастін Гоффман | Критик                    |
| Джейн Лінч | Ріелтор                   |
| Гелена Бонем Картер | Беатріс Бодлер            |
| Гілберт Готтфрід | Голос Качки               |

## Нагороди
| Кінофестиваль/Кінопремія | Категорія                              | Номінант(и)                  | Результат |
| ------------------------ | -------------------------------------- | ---------------------------- | --------- |
| Оскар                    | Найкращий грим та зачіски              | Валлі О'Рейлі та Білл Корсо  | Перемога  |
| Оскар                    | Найкраща робота художника-постановника | Рік Генріхс та Шеріл Карасік | Номінація |
| Оскар                    | Найкращий дизайн костюмів              | Колін Етвуд                  | Номінація |
| Оскар                    | Найкраща музика до фільму              | Томас Ньюман                 | Номінація |
| Сатурн                   | Найкращий фільм-фентезі                |                              | Номінація |
| Сатурн                   | Найкращий грим                         |                              | Номінація |
| Сатурн                   | Найкраще спеціальне DVD-видання        | Валлі О'Рейлі та Білл Корсо  | Номінація |